# Bora-Hansgrohe w sezonie 2021
Bora-Hansgrohe w sezonie 2021 – podsumowanie występów zawodowej grupy kolarskiej Bora-Hansgrohe w sezonie 2021, w którym należała ona do dywizji UCI WorldTeams.

## Transfery
Opracowano na podstawie:
| Przybyli         | Przybyli                       | Odeszli             | Odeszli                    |
| Kolarz           | Poprzednia grupa (2020)        | Kolarz              | Nowa grupa (2021)          |
| ---------------- | ------------------------------ | ------------------- | -------------------------- |
| Wilco Kelderman  | Team Sunweb                    | Rafał Majka         | UAE Team Emirates          |
| Nils Politt      | Israel Start-Up Nation         | Jean-Pierre Drucker | Cofidis, Solutions Crédits |
| Frederik Wandahl | Team ColoQuick                 | Oscar Gatto         | –                          |
| Jordi Meeus      | SEG Racing Academy             | Jay McCarthy        | –                          |
| Giovanni Aleotti | Cycling Team Friuli ASD        | Gregor Mühlberger   | Movistar Team              |
| Matthew Walls    | EF Education First Pro Cycling | Paweł Poljański     | –                          |
| Ben Zwiehoff     | –                              | –                   | –                          |
| Anton Palzer     | –                              | –                   | –                          |

## Skład
Opracowano na podstawie:
| Skład drużyny 2021                       | Skład drużyny 2021   | Skład drużyny 2021 | Skład drużyny 2021                         |
| Imię i nazwisko                          | Data urodzenia       | Państwo            | Poprzednia grupa                           |
| ---------------------------------------- | -------------------- | ------------------ | ------------------------------------------ |
| Pascal Ackermann                         | 17 stycznia 1994     | Niemcy             | Rad-net Rose (2016)                        |
| Giovanni Aleotti                         | 25 maja 1999         | Włochy             | Cycling Team Friuli ASD (2020)             |
| Erik Baška                               | 12 stycznia 1994     | Słowacja           | Tinkoff (2016)                             |
| Cesare Benedetti                         | 3 sierpnia 1987      | Włochy             | UC Bergamasca 1902-De Nardi-Colpack (2009) |
| Maciej Bodnar                            | 7 marca 1985         | Polska             | Tinkoff (2016)                             |
| Emanuel Buchmann                         | 18 listopada 1992    | Niemcy             | Rad-net Rose (2014)                        |
| Marcus Burghardt                         | 30 czerwca 1983      | Niemcy             | BMC Racing Team (2016)                     |
| Matteo Fabbro                            | 10 kwietnia 1995     | Włochy             | Katusha-Alpecin (2019)                     |
| Patrick Gamper                           | 18 lutego 1997       | Austria            | Kometa (2019)                              |
| Felix Großschartner                      | 23 grudnia 1993      | Austria            | CCC Sprandi Polkowice (2017)               |
| Lennard Kämna                            | 9 września 1996      | Niemcy             | Team Sunweb (2019)                         |
| Wilco Kelderman                          | 25 marca 1991        | Holandia           | Team Sunweb (2020)                         |
| Patrick Konrad                           | 13 października 1991 | Austria            | Gourmetfein Simplon Wels (2014)            |
| Martin Laas                              | 15 września 1993     | Estonia            | Illuminate (2019)                          |
| Jordi Meeus                              | 1 lipca 1998         | Belgia             | SEG Racing Academy (2020)                  |
| Daniel Oss                               | 13 stycznia 1987     | Włochy             | BMC Racing Team (2017)                     |
| Anton Palzer (1 kwi–31 gru)              | 11 marca 1993        | Niemcy             |                                            |
| Nils Politt                              | 6 marca 1994         | Niemcy             | Israel Start-Up Nation (2020)              |
| Lukas Pöstlberger                        | 10 stycznia 1992     | Austria            | Tirol Cycling Team (2015)                  |
| Peter Sagan                              | 26 stycznia 1990     | Słowacja           | Tinkoff (2016)                             |
| Juraj Sagan                              | 23 grudnia 1988      | Słowacja           | Tinkoff (2016)                             |
| Maximilian Schachmann                    | 9 stycznia 1994      | Niemcy             | Quick-Step Floors (2018)                   |
| Ide Schelling                            | 6 lutego 1998        | Holandia           | SEG Racing Academy (2019)                  |
| Andreas Schillinger                      | 13 lipca 1983        | Niemcy             | Nutrixxion Sparkasse (2009)                |
| Michael Schwarzmann                      | 7 stycznia 1991      | Niemcy             |                                            |
| Rüdiger Selig                            | 19 lutego 1989       | Niemcy             | Katusha (2015)                             |
| Matthew Walls                            | 20 kwietnia 1998     | Wielka Brytania    | Trinity Racing (2020)                      |
| Frederik Wandahl                         | 9 maja 2001          | Dania              | ColoQuick (2020)                           |
| Ben Zwiehoff                             | 22 lutego 1994       | Niemcy             |                                            |
|                                          |                      |                    |                                            |
| Źródła: ProCyclingStats Cycling Archives |                      |                    |                                            |

## Zwycięstwa
Opracowano na podstawie:
| Zwycięstwa       | Zwycięstwa                                      | Zwycięstwa | Zwycięstwa | Zwycięstwa            | Zwycięstwa |
| Data             | Wyścig                                          | Państwo    | Kategoria  | Zwycięzca             |            |
| ---------------- | ----------------------------------------------- | ---------- | ---------- | --------------------- | ---------- |
| 14 marca 2021    | Paryż-Nicea, klasyfikacja generalna             | Francja    | 2.UWT      | Maximilian Schachmann |            |
| 26 mar           | Volta Ciclista a Catalunya, 5. etap             | Hiszpania  | 2.UWT      | Lennard Kämna         |            |
| 27 mar           | Volta Ciclista a Catalunya, 6. etap             | Hiszpania  | 2.UWT      | Peter Sagan           |            |
| 23 kwi           | Tour of the Alps, 5. etap                       | Włochy     | 2.Pro      | Felix Großschartner   |            |
| 28 kwi           | Tour de Romandie, 1. etap                       | Szwajcaria | 2.UWT      | Peter Sagan           |            |
| 13 maj           | Tour de Hongrie, 2. etap                        | Węgry      | 2.1        | Jordi Meeus           |            |
| 17 maj           | Giro d'Italia, 10. etap                         | Włochy     | 2.UWT      | Peter Sagan           |            |
| 31 maj           | Critérium du Dauphiné, 2. etap                  | Francja    | 2.UWT      | Lukas Pöstlberger     |            |
| 4 cze            | Grosser Preis des Kantons Aargau                | Szwajcaria | 1.1        | Ide Schelling         |            |
| 17 cze           | Mistrzostwa Polski – jazda indywidualna na czas | Polska     | CN         | Maciej Bodnar         |            |
| 20 cze           | Mistrzostwa Austrii – start wspólny             | Austria    | CN         | Patrick Konrad        |            |
| 20 cze           | Mistrzostwa Słowacji – start wspólny            | Słowacja   | CN         | Peter Sagan           |            |
| 20 cze           | Mistrzostwa Niemiec – start wspólny             | Niemcy     | CN         | Maximilian Schachmann |            |
| 3 lip            | Sibiu Cycling Tour, prolog                      | Rumunia    | 2.1        | Pascal Ackermann      |            |
| 4 lip            | Sibiu Cycling Tour, 1. etap                     | Rumunia    | 2.1        | Giovanni Aleotti      |            |
| 6 lip            | Sibiu Cycling Tour, 3. etap                     | Rumunia    | 2.1        | Pascal Ackermann      |            |
| 6 lipca 2021     | Sibiu Cycling Tour, klasyfikacja generalna      | Rumunia    | 2.1        | Giovanni Aleotti      |            |
| 8 lip            | Tour de France, 12. etap                        | Francja    | 2.UWT      | Nils Politt           |            |
| 13 lip           | Tour de France, 16. etap                        | Francja    | 2.UWT      | Patrick Konrad        |            |
| 15 lip           | Settimana Ciclista Italiana, 2. etap            | Włochy     | 2.1        | Pascal Ackermann      |            |
| 16 lip           | Settimana Ciclista Italiana, 3. etap            | Włochy     | 2.1        | Pascal Ackermann      |            |
| 18 lip           | Settimana Ciclista Italiana, 5. etap            | Włochy     | 2.1        | Pascal Ackermann      |            |
| 6 sie            | Arctic Race of Norway, 2. etap                  | Norwegia   | 2.Pro      | Martin Laas           |            |
| 22 sie           | Tour of Norway, 4. etap                         | Norwegia   | 2.Pro      | Matthew Walls         |            |
| 26 sie           | Deutschland Tour, 1. etap                       | Niemcy     | 2.Pro      | Pascal Ackermann      |            |
| 28 sie           | Deutschland Tour, 3. etap                       | Niemcy     | 2.Pro      | Nils Politt           |            |
| 29 sierpnia 2021 | Deutschland Tour, klasyfikacja generalna        | Niemcy     | 2.Pro      | Nils Politt           |            |
| 19 września 2021 | Okolo Slovenska, klasyfikacja generalna         | Słowacja   | 2.1        | Peter Sagan           |            |
| 7 paź            | Giro del Piemonte                               | Włochy     | 1.Pro      | Matthew Walls         |            |
| 7 paź            | Paryż-Bourges                                   | Francja    | 1.1        | Jordi Meeus           |            |

## Ranking UCI
| Ranking UCI | Ranking UCI           | Ranking UCI     | Ranking UCI |
| Kolarz      | Kolarz                | Państwo         | Punkty      |
| ----------- | --------------------- | --------------- | ----------- |
| 22.         | Maximilian Schachmann | Niemcy          | 1579 pkt    |
| 47.         | Wilco Kelderman       | Holandia        | 1070 pkt    |
| 50.         | Pascal Ackermann      | Niemcy          | 1027 pkt    |
| 57.         | Peter Sagan           | Słowacja        | 923 pkt     |
| 83.         | Nils Politt           | Niemcy          | 727 pkt     |
| 87.         | Jordi Meeus           | Belgia          | 723 pkt     |
| 90.         | Patrick Konrad        | Austria         | 705 pkt     |
| 96.         | Ide Schelling         | Holandia        | 663 pkt     |
| 139.        | Giovanni Aleotti      | Włochy          | 455 pkt     |
| 174.        | Matteo Fabbro         | Włochy          | 350 pkt     |
| 189.        | Martin Laas           | Estonia         | 331 pkt     |
| 238.        | Felix Großschartner   | Austria         | 269 pkt     |
| 272.        | Matthew Walls         | Wielka Brytania | 238 pkt     |
| 362.        | Emanuel Buchmann      | Niemcy          | 175 pkt     |
| 405.        | Lukas Pöstlberger     | Austria         | 153 pkt     |
| 511.        | Maciej Bodnar         | Polska          | 113 pkt     |
| 540.        | Marcus Burghardt      | Niemcy          | 103 pkt     |
| 589.        | Patrick Gamper        | Austria         | 93 pkt      |
| 687.        | Frederik Wandahl      | Dania           | 75 pkt      |
| 838.        | Lennard Kämna         | Niemcy          | 58 pkt      |
| 906.        | Erik Baška            | Słowacja        | 50 pkt      |
| 1073.       | Ben Zwiehoff          | Niemcy          | 39 pkt      |
| 1576.       | Rüdiger Selig         | Niemcy          | 17 pkt      |
| 1588.       | Daniel Oss            | Włochy          | 16 pkt      |
| 1740.       | Anton Palzer          | Niemcy          | 13 pkt      |
| 1819.       | Cesare Benedetti      | Włochy          | 10 pkt      |
| 1988.       | Michael Schwarzmann   | Niemcy          | 8 pkt       |
| 2123.       | Andreas Schillinger   | Niemcy          | 5 pkt       |
| 2123.       | Juraj Sagan           | Słowacja        | 5 pkt       |